# اقتصاد السعودية
يعد اقتصاد المملكة العربية السعودية من أكبر عشرين اقتصادًا في العالم، وأكبر اقتصاد في العالم العربي وثاني أكبر اقتصاد في منطقة الشرق الأوسط بعد تركيا هي عضو دائم وقائدة دول أوبك. وهي عضو دائم في دول مجموعة العشرين.
تمتلك المملكة العربية السعودية ثالث أكثر الموارد الطبيعية قيمة في العالم، بقيمة إجمالية تبلغ 35 تريليون دولار. وتمتلك البلاد ثاني أكبر احتياطيات نفطية مؤكدة، وهي أكبر مصدر للنفط في العالم. كما أن لديها خامس أكبر احتياطيات مؤكدة من الغاز الطبيعي، وتعتبر اهم قوة عظمى في مجال الطاقة.
باعتبارها أكبر دولة مصدرة للنفط فإن اقتصاد المملكة العربية السعودية يعتمد كثيرًا على النفط، وهي عضو في أوبك. في عام 2016، أطلقت الحكومة السعودية رؤية السعودية 2030 لتقليل اعتماد البلاد على النفط وتنويع مواردها الاقتصادية. من خلال إجراء إصلاحات اقتصادية تخفف من الاعتماد على النفط كنشاط اقتصادي رئيسي، ووضعت إستراتيجيات لتنويع مصادر الدخل غير النفطي ضمن ما يسمى رؤية السعودية 2030. أدت تلك الإصلاحات إلى رفع معدل النمو الاقتصادي المتوقع من 1.8٪ عام 2019 ليصل إلى 2.1٪ عام 2020. كما ساهمت الإصلاحات التي نفذتها المملكة وتمثلت في إنشاء نظام الشباك الواحد لتسجيل الشركات واستحداث قانون للمعاملات المضمونة وقانون إشهار الإفلاس وتحسين حماية مستثمري الأقلية وإجراءات لضم المزيد من النساء إلى قوة العمل في تقدمها 30 مرتبة عن العام 2019 ضمن تقرير ممارسة الأعمال 2020 الصادر عن البنك الدولي، لتصبح الدولة الأكثر تقدما وإصلاحا بين 190 دولة حول العالم، محققة المركز الأول عالميا في إصلاحات بيئة الأعمال بين الدول المشمولة بالتقرير ضمن مؤشر سهولة ممارسة الأعمال.
حققت المرتبة الـ7 من بين مجموعة دول العشرين G20 والمركز 26 عالميا في معيار التنافسية العالمي بحسب تقرير الكتاب السنوي للتنافسية العالمية 2019م الصادر عن المعهد الدولي للتنمية الإدارية، والذي يقيس تنافسية 140 دولة على مستوى العالم، بالاعتماد على قدرة الدولة في الاستفادة من مصادرها المتاحة. وبحسب تقرير التنافسية العالمي 2019 حققت المملكة المركز الأول على مستوى العالم بالمشاركة مع دول أخرى في مؤشر استقرار الاقتصاد الكلي الذي اشتمل أيضا على استقرار معدل التضخم والديون، كما أظهر التقرير تقدم السعودية ثلاثة مراكز من حيث التنافسية عن العام 2018، محققة أكبر تقدم في ترتيبها منذ 7 أعوام، لتحتل المركز الثالث عربيا والـ36 عالميا، وحافظت المملكة على المرتبة 17 في حجم السوق، فيما تقدمت إلى المرتبة 19 عالميا في إنتاج السوق، والمرتبة 37 في مؤشر المؤسسات.
وأظهر تقرير الكتاب السنوي للتنافسية العالمية 2020 تحسن ترتيب السعودية في 3 محاور رئيسية هي محور الأداء الاقتصادي وتقدمت فيه المملكة من المرتبة الـ 30 إلى المرتبة الـ 20 ومحور كفاءة الأعمال وتقدمت فيه من المرتبة الـ 25 إلى المرتبة الـ 19 ومحور البنية التحتية الذي تقدمت فيه من المرتبة الـ 38 إلى المرتبة الـ 36، فيما احتلت المرتبة العاشرة عالميا في مرونة الاقتصاد، كما بين التقرير تقدم السعودية من المرتبة 26 إلى المرتبة الـ 24، وذلك من بين 63 دولة هي الأكثر تنافسية في العالم، متقدمة بذلك مرتبتين عن العام الماضي، رغم الظروف الاقتصادية الناتجة عن آثار جائحة كورونا، وعدّ السعودية الدولة الوحيدة التي أحرزت تقدمًا استثنائيًا على مستوى الشرق الأوسط والخليج العربي، كما صنفت بحسب مؤشرات التقرير؛ في المرتبة الثامنة من بين دول مجموعة العشرين G20.وفي 18 يونيو 2024 حققت المملكة المرتبة 16عالميًا من أصل 67 دولة الأكثر تنافسية في العالم حسب تقرير الكتاب السنوي للتنافسية العالمية، الصادر عن مركز التنافسية العالمي التابع للمعهد الدولي للتنمية الإدارية.
وفي العام 2023 حققت الميزانية السعودية إجمالي إيرادات بنحو 1.21 تريليون ريال مقابل إجمالي مصروفات بنحو 1.29 تريليون ريال.وفي مارس 2024 وصل إجمالي الاقتصاد غير النفطي في السعودية إلى 1.7 تريليون ريال لتسجل الأنشطة غير النفطية أعلى مساهمة لها في الناتج المحلي الإجمالي الحقيقي خلال عام 2023 بنسبة 50%، وهو أعلى مستوى تاريخي تصل إليه على الإطلاق.وفي مايو 2024 أظهرت النشرة الإحصائية الشهرية للبنك المركزي السعودي لشهر مارس 2024، نمو مستويات السيولة في الاقتصاد السعودي لتبلغ قمتها بنهاية مارس 2024 عند مستوى 2.8 تريليون ريال محققة نمواً سنوياً بنسبة 8.3% مقارنة بنهاية الفترة المماثلة من 2023.

## نظرة عامة
يشكل القطاع البترولي حوالي 45٪ من عائدات الموازنة، و45٪ من الناتج المحلي الإجمالي، و90٪ من عائدات التصدير. حوالي 40٪ من إجمالي الناتج المحلي يأتي من القطاع الخاص. وتشجع الحكومة النمو في القطاع الخاص للتخفيف من الاعتماد المملكة على النفط وزيادة الفرص الوظيفية للعدد المتزايد من السكان. وقد بدأت الحكومة بالسماح للقطاع الخاص والمستثمرين الأجانب المشاركة في قطاعي توليد الطاقة والاتصالات. وكجزء من جهودها الرامية إلى جذب الاستثمارات الأجنبية وتنويع الاقتصاد فقد انضمت المملكة العربية السعودية إلى منظمة التجارة العالمية في عام 2005 بعد سنوات عديدة من المفاوضات.
ومع ارتفاع إيرادات النفط مما مكن من تحقيق فوائض في الميزانية سعت الحكومة إلى زيادة الإنفاق على التدريب على الوظائف والتعليم وتطوير البنية التحتية وزيادة رواتب موظفي الحكومة السعودية.
تعتمد خطة رؤية السعودية 2030 على مبدأ تعزيز الاقتصاد وعبر عن ذلك بعبارة «قوة استثمارية رائدة».

## الاتجاه الكلي للاقتصاد
في السبعينات وصل نصيب الفرد من الناتج المحلي الإجمالي في المملكة العربية السعودية إلى رقم قياسي عالمي 1.858٪ بفضل طفرة النفط. بيد أن هذه الفقاعة لم يكن بالإمكان استمرارها، وبالتالي انكمش نصيب الفرد من الناتج المحلي الاجمالي بنسبة 58٪ في الثمانينات. لكن جهود التنويع الناجح ساعد في تسجيل نسبة نمو بلغت 20٪ في التسعينات.

## صندوق ثروة سيادي
في إطار الاستراتيجية الوطنية للاستثمار، تعمل المملكة العربية السعودية على تعزيز النمو الاقتصادي وتنويع مصادر الدخل، ويُعد صندوق الاستثمارات العامة من أبرز الآليات لتحقيق أهداف رؤية السعودية 2030. تأسس الصندوق في عام 1971، ويُصنف حاليًا ضمن أكبر الصناديق السيادية في العالم، حيث بلغت أصوله نحو 3.47 تريليون ريال سعودي (925 مليار دولار أمريكي) حتى نهاية عام 2024، مما يضعه في المرتبة السادسة عالميًا.
يركّز الصندوق على تقليل الاعتماد على النفط عبر الاستثمار في قطاعات غير نفطية، مثل السياحة، والتكنولوجيا (Technology)، والطاقة المتجددة، والترفيه، والرعاية الصحية. وفي عام 2023، أطلق منصة لدعم القطاع الخاص تهدف إلى تسهيل الوصول إلى الفرص الاستثمارية في القطاعات الاستراتيجية، كما استثمر نحو 5.5 مليار دولار في سندات خضراء لتمويل مشاريع الطاقة المستدامة.
وتسعى المملكة، من خلال هذه الاستراتيجية، إلى جذب رؤوس الأموال الدولية ونقل التقنية والمعرفة، بما يسهم في تعزيز مكانة الرياض كمركز سياسي واقتصادي إقليمي، ووجهة مفضّلة لكبرى الشركات العالمية.

## الدين العام السعودي
تراجع الدين العام السعودي إلى أدنى مستوياته في 2014 مسجلاً 44.3 مليار ريال وهو رقم منخفض مقارنة بديون الدول الأخرى، واستفادت السعودية من الارتفاع الكبير في أسعار النفط في السنوات الماضية في خفض مستويات ديونها إلى مستوى قياسي.
لكن ومع التراجع الكبير في سعر برميل النفط الذي وصل إلى حدود 40 دولار للبرميل عادت السعودية للمرة الأولى منذ العام 2007 إلى إصدار سندات بهدف الاستدانة لتغطية في الموازنة، حيث أصدرت المملكة سندات بقيمة 5.3 مليار دولار. ويقول مسؤولون في صندوق النقد الدولي ان السعودية قد تصدر أذونات خزانة مرة أخرى قبل نهاية العام لتغطية العجز في موازنتها. وفي نوفمبر 2023 جمعت المملكة العربية السعودية 11 مليار دولار عبر قرض مشترك في إطار سعيها لتمويل عجز الميزانية وسط ضعف إيرادات النفط.

## قطاع النفط
تم اكتشاف النفط في المملكة العربية السعودية من قبل جيولوجيين من الولايات المتحدة في الثلاثينيات، على الرغم من أن الإنتاج واسع النطاق لم يبدأ إلا بعد الحرب العالمية الثانية. ولقد مكنت الثروة النفطية من تنمية اقتصادية سريعة، والتي بدأت بشكل جدي في الستينيات وتسارع مذهل في السبعينيات، غيرت المملكة تغييرا جذريا.
الاحتياطيات النفطية السعودية هي الأكبر في العالم، والمملكة العربية السعودية هي أكبر منتج ومصدر للنفط في العالم. ويقدر الاحتياطي المؤكد بحوالي 260 مليار برميل أو ربع احتياطي العالم من النفط.
أكثر من 95 ٪ من مجموع إنتاج النفط السعودي يتم من قبل الشركة العملاقة الحكومية أرامكو السعودية. معظم صادرات السعودية من النفط ينقل بالسفن من محطات التصفية في رأس تنورة. ما تبقى من صادرات النفط تنقل عبر خط انابيب إلى ميناء ينبع على البحر الأحمر.
بسبب الارتفاع الحاد في عائدات النفط في عام 1974 بعد الحرب العربية الإسرائيلية عام 1973، أصبحت المملكة العربية السعودية واحدة من أسرع الاقتصادات نموا في العالم. لكن ارتفاع أسعار النفط أدى إلى مزيد من تطوير حقول النفط وزيادة إنتاج في جميع أنحاء العالم مما أدى لتشبع السوق وبالتالي انخفاض للأسعار.
إنتاج النفط السعودي، الذي كان قد ارتفع إلى ما يقرب من 10 ملايين برميل (1.6 مليون متر مكعب) يوميا خلال 1980-81، انخفض إلى نحو مليوني برميل / يوم (300,000 متر مكعب يوميا) في عام 1985. وتنامى العجز في الميزانية، واضطرت الحكومة لسحب أصولها الأجنبية. واستجابة للضغوط المالية، تخلت المملكة العربية السعودية عن دورها كمرجح داخل منظمة اوبك في صيف عام 1985، ووافقت على تحديد حصة إنتاج.

## الاستثمار
يشكل نمو الاقتصاد السعودي في القطاعات غير النفطية واستقرار العوامل الاقتصادية، إلى جانب زيادة الإنفاق العام في البنية التحتية والمشاريع الاقتصادية بيئة جاذبة للاستثمار الأجنبي، ففي السنوات الأخيرة بلغ متوسط زيادة معدل النمو السنوي 4%، ووصل إجمالي الناتج المحلي إلى 782 مليار دولار، وازدادت التسهيلات المقدمة للراغبين في الاستثمار، مما جعل السعودية أكثر الدول العربية نموًا في قيمة تدفق الاستثمار الأجنبي بنسبة 126%، حيث ارتفع الرصيد الإجمالي للاستثمارات الأجنبية المباشرة إلى 230.79 مليار دولار.
واستطاعت السعودية بنهاية عام 2019 إيجاد مكان لها بين دول العالم الأكثر تنافسية، حيث تأتي في الترتيب الـ7 بين مجموعة دول العشرين، وجاءت في المرتبة 23 من مجموع 63 دولة وردت في تقرير الكتاب السنوي للتنافسية العالمية 2019، الصادر عن المعهد الدولي للتنمية الإدارية (IMD). وحققت السعودية هذه المراتب وفق مؤشرات البنية التحتية (الترتيب 36)، والكفاءة الحكومية (الترتيب 18)، وكفاءة الأعمال (الترتيب 25)، إضافة إلى تقدمها في مؤشر نمو صادرات السلع حيث حققت الترتيب الثاني، والترتيب الرابع في مؤشر الدين الحكومي العام، والترتيب الثامن في مؤشر قدرة السياسات الحكومية على التكيف مع المتغيرات. وبحسب تقرير الهيئة العامة للاستثمار عام 2019 لوحظت زيادة مضطردة في فرص الاستثمار الأجنبي، في قطاعات التعليم والبناء وتجارة التجزئة والجملة، والنقل والتخزين والتصنيع والاتصالات والمعلومات، إلى جانب الرعاية الصحية والتأمين، والخدمات الفندقية والإدارة والدعم. حيث أسست 291 شركة أجنبية لبدء أعمالها في السعودية، ويتم يوميًا إصدار متوسط 5 رخص جديدة لذلك. الذي أدى لرفع نسبة التدفقات الداخلية للاستثمار الأجنبي المباشر إلى 24% في الربع الأول من عام 2019، وارتفاع نسبة استصدار رخص الاستثمار في النصف الأول إلى 85%.

### الاستثمار الأجنبي المباشر
شهد الاستثمار الأجنبي المباشر في الربع الأول من عام 2019 تدفقًا بقيمة 1.249 مليون دولار. محققا زيادة عن ذات الفترة بالعام 2018 بنسبة 24%. وبلغت زيادة الرخص الاستثمارية 103% مقارنة بذات الفترة من العام 2018، وتوزعت ما بين 66% منها ملكية أجنبية كاملة، و34% رخص لمشاريع مشتركة مع مستثمرين محليين.
وجاءت الصين ودول الإمارات العربية المتحدة والأردن، ومصر والولايات المتحدة والهند وبريطانيا وفرنسا ضمن أكثر الدول استثمارًا في السعودية خلال الربع الأول من عام 2019.

### تسهيل الاستثمار

#### الإقامة المميزة
هو نظام إقامة يختص بمجالات الاستثمار والأعمال تم الإعلان عنه من قبل مجلس الوزراء السعودي في مايو 2019. يمكن نظام الإقامة المميزة الوافدين من الاستثمار وشراء الأسهم مباشرة في سوق المال السعودي، وإنشاء ومزاولة الأعمال التجارية بحسب نظام الاستثمار الأجنبي، الذي يتيح التملك الأجنبي الكامل للشركات في أغلب القطاعات. إضافة إلى تملك العقارات للأغراض السكنية والتجارية والصناعية.

#### إلغاء الحد الأعلى لتملك المستثمرين في سوق المال
كانت هيئة السوق المالية السعودية تفرض حدً أعلى في تملك المستثمرين الاستراتيجيين الأجانب في سوق المال السعودي بنسبة 49%، وفي يونيو 2019 أعلنت إلغاءه، مما سيمكن المستثمرين من تملك حصص أكبر في الشركات المدرجة في سوق المال السعودي، والذي يعد أكبر سوق مالي في الشرق الأوسط وشمال إفريقيا. وبلغ إجمالي استثمارات المستثمرين الأجانب في السوق خلال النصف الأول من عام 2019، 14.4 مليار دولار أمريكي. وفي نوفمبر 2023 تتجه المملكة العربية السعودية للسماح للأجانب بتملك أسهم في شركات مدرجة في السوق المالية السعودية تمتلك عقارات استثمارية في مكة المكرمة والمدينة المنورة.

#### المركز الوطني للتنافسية
عمل المركز الوطني للتنافسية، بالتعاون مع أكثر من 65 جهة حكومية، وبمشاركة القطاع الخاص ممثلًا في مجلس الغرف السعودية، على تنفيذ أكثر من 900 إصلاح تشريعي وإجرائي. ساعدت هذه الإصلاحات في تحسين بيئة الأعمال في المملكة، وتطويرها بما يتماشى مع المعايير الدولية. كما شكلت هذه الإصلاحات أساسًا لتحولات تنظيمية جديدة تهدف إلى تعزيز التنافسية العالمية للاقتصاد السعودي. وتستند هذه الجهود إلى رؤية السعودية 2030 التي تسعى إلى جعل المملكة واحدة من أكثر الدول تنافسية على المستوى العالمي من خلال تعزيز الإنتاجية، وتحقيق الاستدامة الاقتصادية، ودعم الشمولية والمرونة الاقتصادية في مختلف القطاعات.

## السياحة
شهد قطاع السياحة في المملكة العربية السعودية خلال عام 2023م تطورًا لافتًا، حيث بلغ عدد السياح 109.3 مليون زائر، من بينهم 27.4 مليون وافد من الخارج، بزيادة تجاوزت 64.8% مقارنة بعام 2022م. وبلغ الإنفاق السياحي الإجمالي 255.6 مليار ريال، منها 141.2 مليار ريال من السياحة الدولية، ما يعكس نموًا قويًا في الحركة والإنفاق.
وفي عام 2024، واصل القطاع أداءه المتصاعد، مع ارتفاع عدد السياح الدوليين إلى نحو 30 مليون، وبلوغ الإنفاق السياحي الوافد 153.6 مليار ريال، ليسجل حساب السفر فائضًا غير مسبوق بلغ 49.8 مليار ريال، بحسب بيانات وزارة السياحة وصندوق النقد الدولي.
تُبرز هذه المؤشرات المكانة المتقدمة التي باتت تحتلها المملكة على خارطة السياحة العالمية، وتعكس فعالية السياسات والبرامج الموجهة لتطوير القطاع ورفع مساهمته في الاقتصاد الوطني.

## الاتصالات وتقنية المعلومات
في عام 2024، حققت المملكة العربية السعودية المركز الثاني بين دول مجموعة العشرين للمرة الثانية على التوالي في مؤشر تنمية الاتصالات والتقنية الصادر عن الاتحاد الدولي للاتصالات (ITU). يرصد هذا المؤشر أداء 170 دولة في مجال التطور الرقمي، ويعتمد على محورين رئيسيين: الاتصال الشامل والاتصال الفعّال.
حازت المملكة على المركز الأول في محور الاتصال الفعّال والثاني في محور الاتصال الشامل، مما يعكس التقدم المستمر في قطاع الاتصالات وتقنية المعلومات، ويؤكد متانة البنية التحتية الرقمية في البلاد.
يُعد سوق الاتصالات والتقنية في المملكة الأكبر والأسرع نموًا في منطقة الشرق الأوسط وشمال أفريقيا، حيث بلغ حجمه 166 مليار ريال سعودي. كما وصلت نسبة انتشار اشتراكات خدمات الاتصالات المتنقلة إلى 198% من السكان، وتجاوز معدل استهلاك الفرد الشهري للبيانات في المملكة المعدل العالمي بثلاثة أضعاف.
تُسهم هذه المؤشرات في ترسيخ مكانة المملكة كمركز رقمي إقليمي، كما تُعد جزءًا من التطور الأوسع نحو الاقتصاد المعرفي في السعودية، الذي يُمثل أحد المحاور الاستراتيجية للنمو الاقتصادي،ويعتمد على التقنية والابتكار وتطوير رأس المال البشري.
كما أظهرت بيانات Data Saudi أن القطاع سجل نموًا في العائدات التشغيلية بنسبة 20.3% في 2023، وارتفاعًا في تدفقات الاستثمار الأجنبي المباشر بنسبة 203.7%، ما يعكس تصاعد الثقة الدولية في البيئة الرقمية والبنية التحتية التقنية للمملكة، ويؤكد الدور المتنامي للقطاع في دعم التحول نحو الاقتصاد الرقمي.

## الضرائب
تطبق في المملكة العربية السعودية ضرائب على المواطنين والمقيمين (غير السعوديين) والزوار. وهي كما يلي:
ضريبة الدخل:
وهي أول ضريبة يتم فرضها في المملكة العربية السعودية وأقدمها عمرا، فرضت في عهد الملك فيصل بن عبدالعزيز عام 1370هـ بمرسوم ملكي رقم 17/2/28/3321، وأعيد فرضها في عهد الملك فهد بن عبد العزيز بمرسوم ملكي رقم م/1 عام 1425هـ (2004م)، وتطبق على المقيمين والأجانب الذين لهم أنشطة تجارية في المملكة أو لديهم دخل خاضع للضرائب دون أن تكون لهم منشأة دائمة في المملكة، أو العاملين في إنتاج الزيت والمواد الهيدروكربونية أو في مجال استثمار الغاز الطبيعي. ولا تطبق على السعوديين الأفراد في الوقت الحالي.
ضريبة السلع الانتقائية:
وهي ضريبة تفرض على السلع ذات الأضرار على الصحة العامة أو البيئة أو السلع الكمالية بنسب متفاوتة ويدفعها السعوديون والمقيمون والزوار. فرضت بموجب الاتفاقية الموحدة لدول مجلس التعاون الخليجي عام 2017 في عهد الملك سلمان بن عبدالعزيز. وقد طبقت على كل من: المشروبات الغازية بنسبة 50%، ومنتجات التبغ بنسبة 50%، ومشروبات الطاقة بنسبة 100%، وفي عام 1441هـ (2019م)، وسعت ضريبة السلع الانتقائية لتشمل المشروبات المحلاة بالسكر أو المحليات الأخرى. وهي أول ضريبة تفرض على السعوديين بشكل مباشر.
ضريبة القيمة المضافة:
وهي ضريبة غير مباشرة تفرض على جميع السلع والخدمات التي يتم شراؤها وبيعها من قبل المنشآت. وقد فرضت في عام 1440هـ (2018م) بقيمة ثابتة (5%) على جميع السلع والخدمات، مع بعض الاستثناءات. في مايو 2020، أعلن عن زيادة ضريبة القيمة المضافة (VAT) من 5٪ إلى 15٪. تم اتخاذ القرار بعد تراجع حاد في أسعار النفط عالمياً وانتشار جائحة الفيروس التاجي.
ضريبة التصرفات العقارية:
وهي ضريبة غير مباشرة تفرض على جميع التصرفات التي ينتج بموجبها أثر قانوني، يتمثل في نقل حق ملكية العقار، أو حيازته لغرض تملكه، أو تملك منفعته من شخص إلى آخر، وتفرض على كافة العقارات مهما كانت حالتها، أو شكلها، أو استخدامها في وقت التصرف. فرضت في عهد الملك سلمان بن عبدالعزيز بموجب الأمر الملكي رقم أ/84 في عام 1442هـ (2020م) بقيمة ثابتة (5%).

## وصلات خارجية
- بيانات السعودية
- نبض الاقتصاد السعودي
- التقارير الاقتصادية الربعية – وزارة الاقتصاد والتخطيط
- النشرات الإحصائية الاقتصادية - الهيئة العامة للإحصاء
- نظرة عامة عن الأنظمة واللوائح المتعلقة بالبيئة الاستثمارية وتنافسية